# Pana Tinani
Pana Tinani (früher Joannett Island) ist eine Insel im Louisiade-Archipel in der Milne Bay Province, Papua-Neuguinea. Die Insel liegt 3,1 km nördlich der nordwestlichen Landspitze von Vanatinai und ist von dieser durch die Bulami Passage getrennt. Weiterhin liegt sie unmittelbar östlich von Hemenahei, der östlichsten der Calvados-Inseln, und ist von dieser durch die an der engsten Stelle nur 890 Meter breite Magamaga Passage getrennt. Sie hat eine Fläche von 78 km² und ist damit nach Vanatinai die zweitgrößte Insel in der Vanatinai-Lagune sowie die sechstgrößte des gesamten Louisiade-Archipels. Sie ist hügelig und erreicht im Mount Guyuba eine Höhe von 338 Metern.
Zur Volkszählung 2000 hatte die Insel 225 Einwohner, alle im Dorf Bwailahina (früher Hebwaun) im Südosten der Insel.